# Xenopus fraseri
Xenopus fraseri es una especie de anfibio anuro de la familia Pipidae.

## Distribución geográfica
Esta especie se encuentra en África occidental en Nigeria, Benín y Ghana.

## Galería

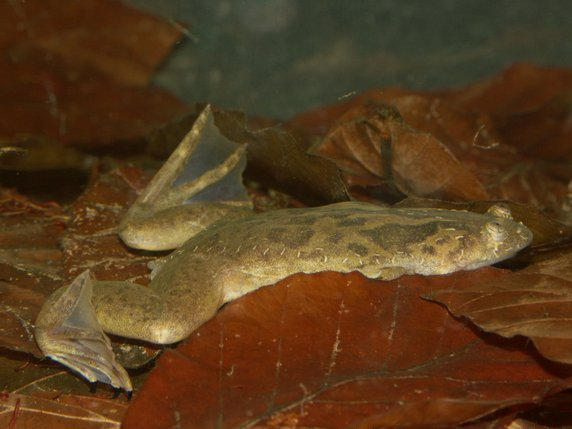
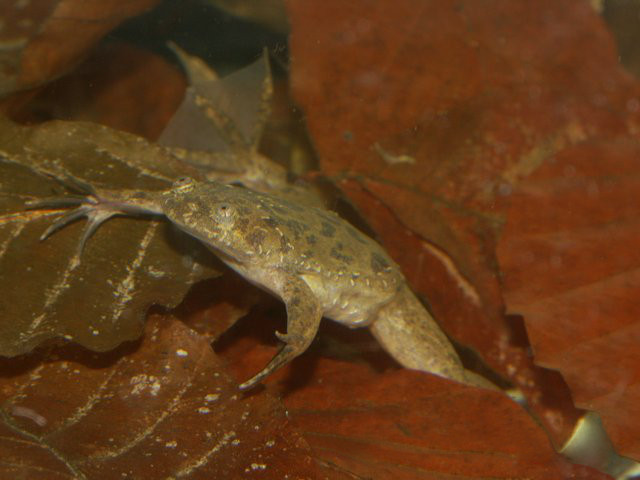
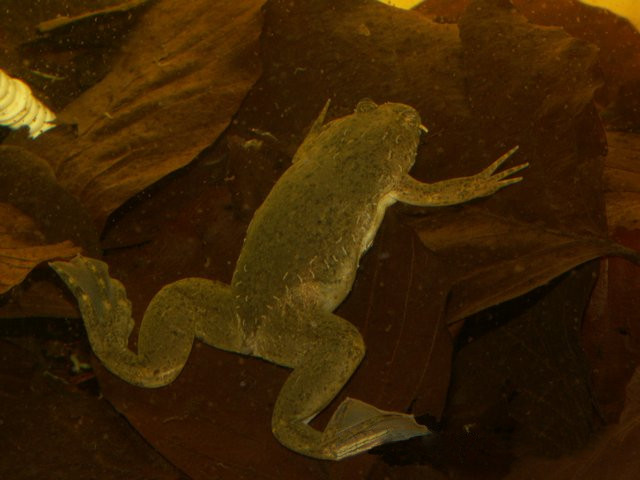
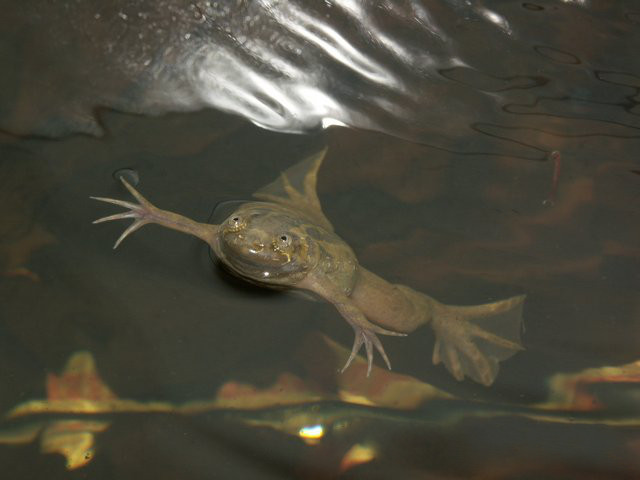
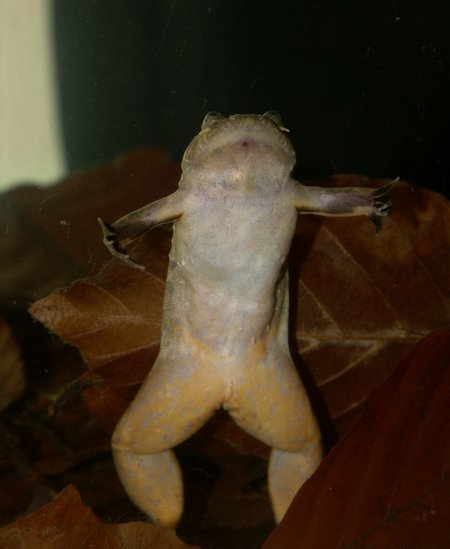
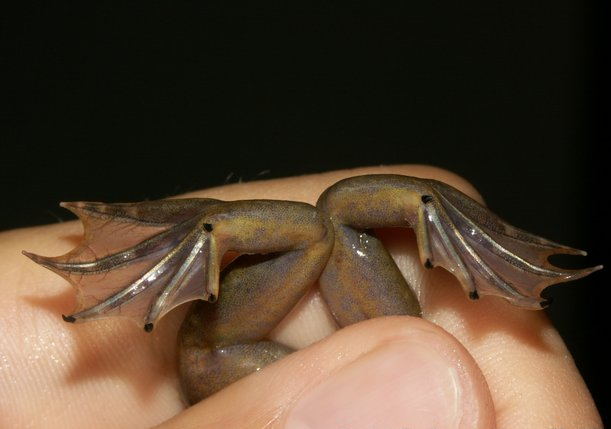

## Publicación original
- Boulenger, 1905 : On a collection of batrachians and reptiles made in South Africa by Mr. C. H. B. Grant, and presented to the British Museum by Mr. C. D. Rudd. Proceedings of the Zoological Society of London, vol. 1905, p. 248-255[6]